# Коцюбайло, Дмитрий Иванович
Дмитрий Иванович Коцюбайло (укр. Дмитро Іванович Коцюбайло, позывной — Да Винчи; 1 ноября 1995, Заднестрянское, Ивано-Франковская область — 7 марта 2023, Бахмут, Донецкая область) — украинский военный, участник российско-украинской войны. Герой Украины (2021). Национальная легенда Украины (2023, посмертно). Был одним из руководителей «Правого сектора» (2020—2023).
Первый доброволец, которому присвоено звание Герой Украины прижизненно. В 2022 году вошёл в рейтинг «30 до 30: лица будущего» от Forbes. Его называли олицетворением украинского поколения молодых людей, прошедших Евромайдан и российско-украинскую войну.

## Биография
Дмитрий Коцюбайло родился 1 ноября 1995 года в селе Заднестрянское, сейчас в составе Бурштынской общины Ивано-Франковского района Ивано-Франковской области Украины.
Окончил Бовшевскую общеобразовательную школу, Ивано-Франковский художественный лицей.
Активный участник Евромайдана.
Участник российско-украинской войны, командир взвода добровольцев (2014), роты (2015). В 2014 году был тяжело ранен в бою у посёлка Пески на подступах к Донецку, после выздоровления вернулся на фронт. 2022 и 2023 годы также провёл в составе регулярных войск, защищая Украину от российского вторжения.

## Личная жизнь
С 2017 года находился в отношениях с волонтёркой, парамедиком, руководителем медицинской службы «Ульф» и политическим деятелем Алиной Михайловой.

## Гибель
7 марта 2023 года Коцюбайло погиб в боях за Бахмут. Об этом заявил в своём видеообращении президент Украины Владимир Зеленский:
Сегодня в бою погиб «Да Винчи», герой Украины, доброволец, человек-символ, человек-храбрость, — Дмитрий Коцюбайло. Боец 67-й отдельной механизированной бригады, комбат. Погиб в бою под Бахмутом, в бою за Украину.

## Похороны
10 марта 2023 года в Киеве прошла церемония прощания с Дмитрием Коцюбайло. Отпевание проходило в Михайловском Златоверхнем монастыре, на церемонию пришли сотни человек, в том числе украинский президент Владимир Зеленский и премьер-министр Финляндии Санна Марин, которая пребывала с визитом на Украине. После этого церемония переместилась на Майдан Независимости, где собралось несколько тысяч человек, включая главнокомандующего ВСУ Валерия Залужного, главы ГУР МО Украины Кирилла Буданова, министра обороны Украины Алексея Резникова и мэра Киева Виталия Кличко. Похоронен на Аскольдовой могиле.

## Награды
- Звание Герой Украины с вручением ордена «Золотая Звезда» (30 ноября 2021 года)[10]
- Кавалер ордена «Народный Герой Украины» (2017)[11]
- Крест боевых заслуг (2023, посмертно)
- Национальная легенда Украины (2023, посмертно)[12]